# Sierra Madera
Sierra Madera – krater uderzeniowy w Hrabstwie Pecos w stanie Teksas, w USA. Skały krateru są widoczne na powierzchni ziemi.
Krater ma średnicę 13 km, powstał nie dawniej niż 100 milionów lat temu w późnej kredzie, w skałach wapiennych. Górka centralna krateru wznosi się 242 m ponad jego dno.